# Pagnona
Pagnona (lombardul: Pagnoeuna) település Olaszországban, Lombardia régióban, Lecco megyében. Lakosainak száma 320 fő (2023. január 1.). Pagnona Casargo, Colico, Delebio, Piantedo, Valvarrone és Premana községekkel határos.

## Népesség
A település lakossága az elmúlt években az alábbi módon változott:
| Lakosok száma | 366  | 364  | 320  |
|               | 2017 | 2018 | 2023 |